# Tattendorf
Tattendorf osztrák község Alsó-Ausztria Badeni járásában. 2022 januárjában 1423 lakosa volt. 

## Elhelyezkedése

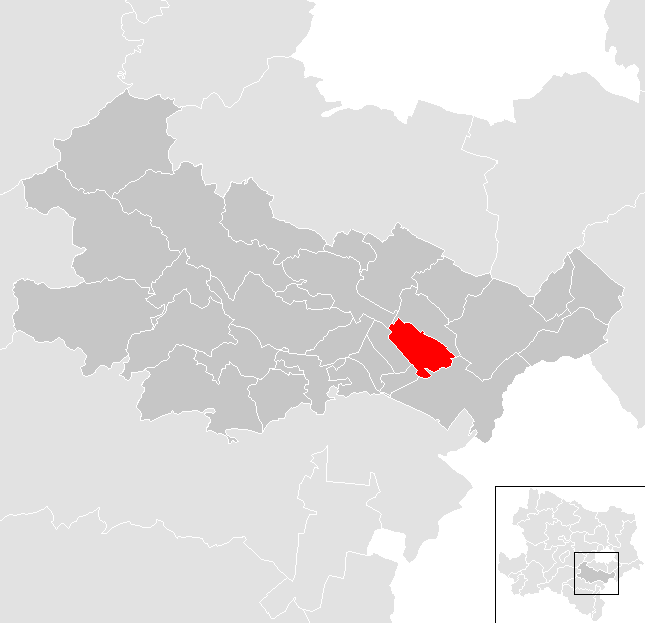
Tattendorf a Badeni járásban

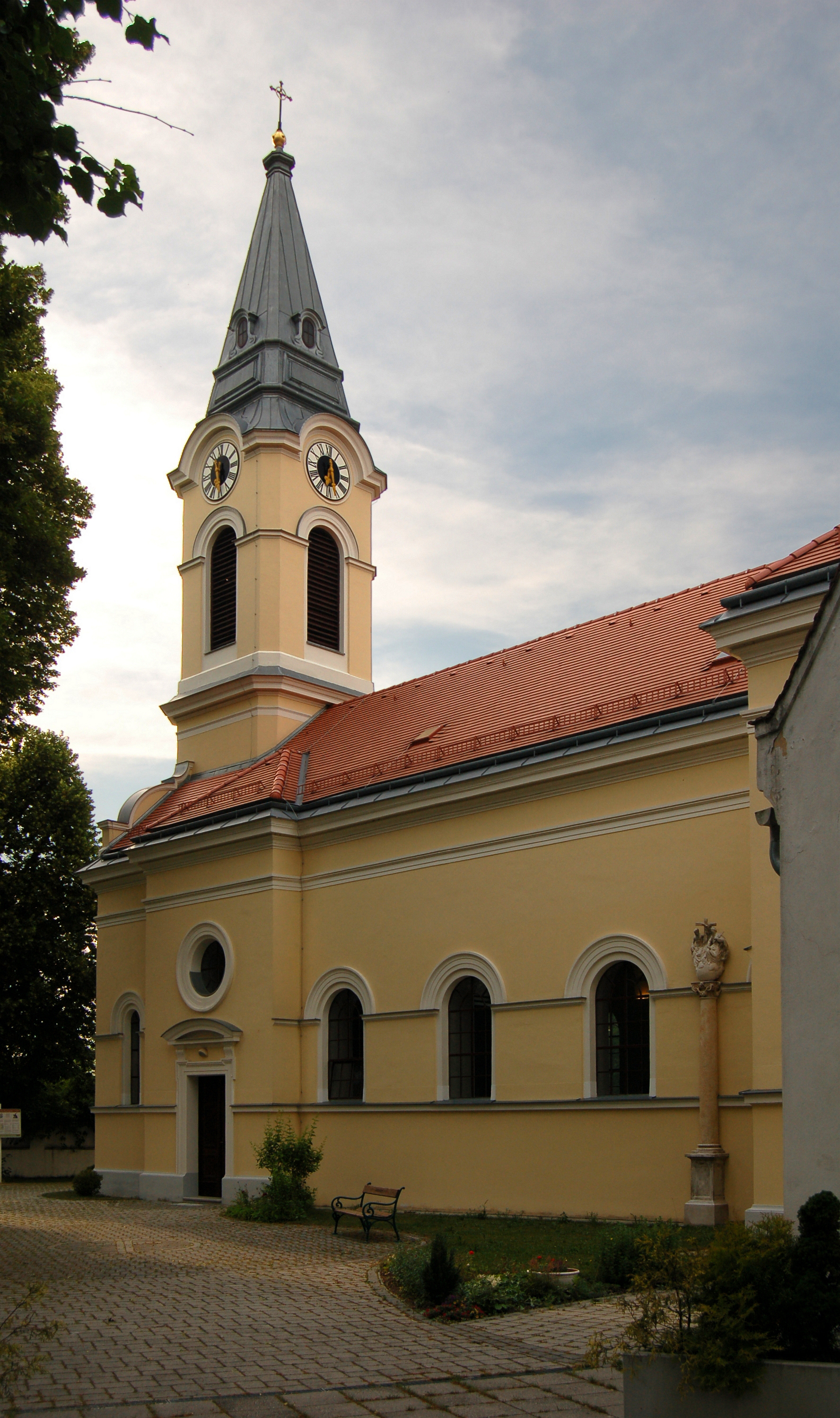
Az Elendi Szűz Mária-plébániatemplom

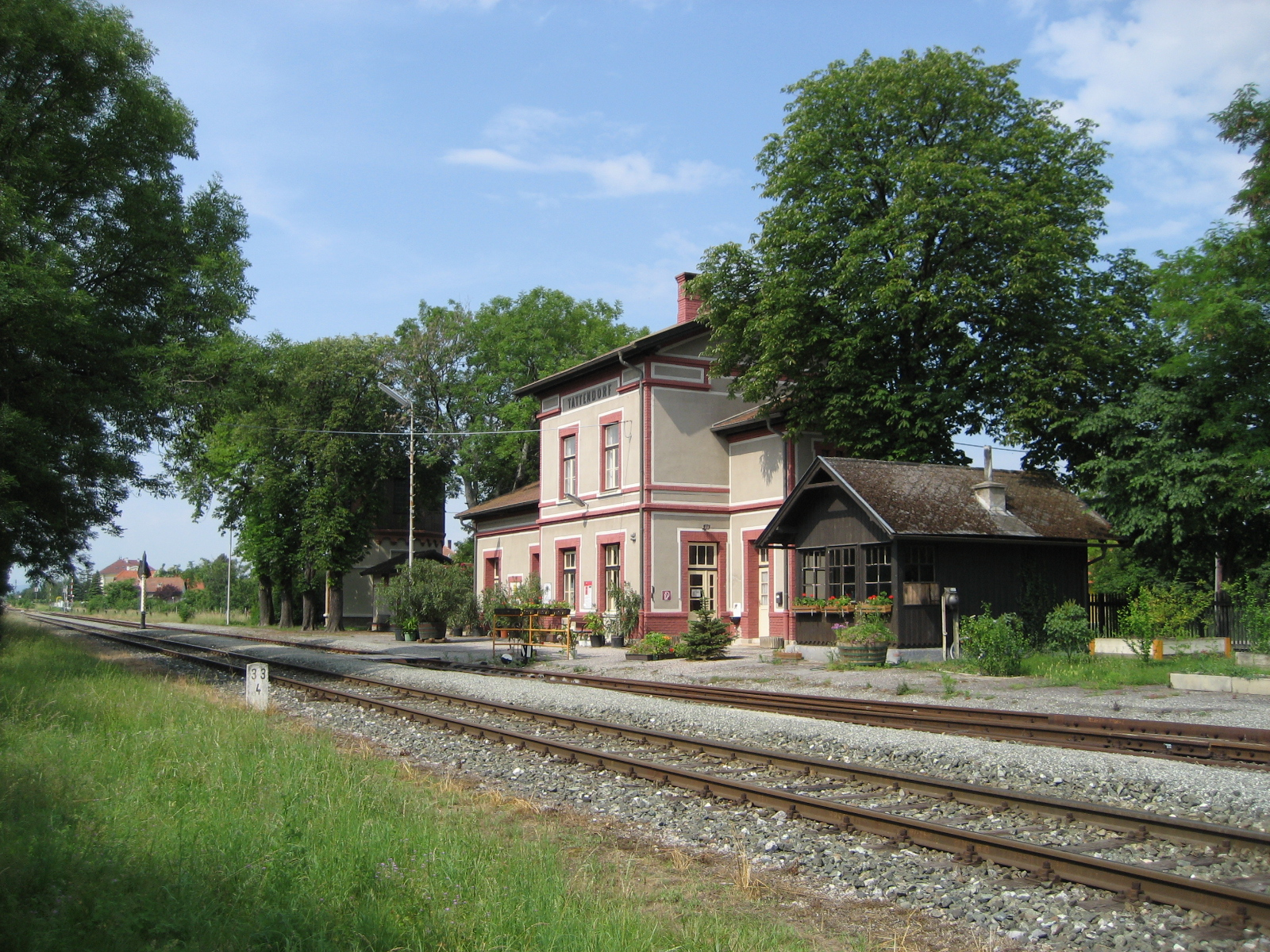
A vasútállomás

Tattendorf a tartomány Industrieviertel régiójában fekszik, a Triesting folyó mentén, a Bécsi-medencében. Területének 6,7%-a erdő, 64,7% áll mezőgazdasági művelés alatt. Az önkormányzathoz egyetlen katasztrális község, illetve Tattendorf, Hadwartesdorf és Kaltengang (utóbbi kettő elnéptelenedett) települések tartoznak.  
A környező önkormányzatok: északkeletre Oberwaltersdorf, délkeletre Pottendorf, délre Blumau-Neurißhof, délnyugatra Teesdorf, északnyugatra Baden bei Wien.

## Története
Tattendorfot valószínűleg a Babenbergek alapítottak a 11. század közepén a magyar határ megerősítésére. Írásban először 1114-ben jelenik meg a klosterneuburgi apátság egyik adománylevelének tanúja, Adaloldus de Tatindorf nevében. A falu egészen 1848-ig az apátság birtoka volt. A helyi bortermelés első bizonyítéka 1258-ból származik. 
Bécs 1529-es és 1683-as török ostromakor a falut elpusztították, a túlélőket pestis tizedelte meg. 
1825-1828 között Franz Girardoni fonóüzemet épített Tattendorfban. Az üzem 1853-ban csődbe ment és Theodor Dumba vásárolta meg, aki kibővítette, így 180 munkást tudott alkalmazni. A cég 1945-ig működött, a gyárépületeket 1991-ben lebontották. 
1972-ben Tattendorf a szomszédos Blumau-Neurißhof, Günselsdorf és Teesdorf községekkel egyesülve megalapította Steinfelden nagyközséget, amely 1988-ban felbomlott és Tattendorf ismét önállóvá vált. 

## Lakosság
A tattendorfi önkormányzat területén 2021 januárjában 1423 fő élt. A lakosságszám 1961 óta gyarapodó tendenciát mutat. 2020-ban az ittlakók 88,6%-a volt osztrák állampolgár; a külföldiek közül 2,1% a régi (2004 előtti), 5,2% az új EU-tagállamokból érkezett. 3% az egykori Jugoszlávia (Szlovénia és Horvátország nélkül) vagy Törökország, 1% egyéb országok polgára volt. 2001-ben a lakosok 73%-a római katolikusnak, 3,1% evangélikusnak, 2,8% ortodoxnak, 2,7% mohamedánnak, 15,4% pedig felekezeten kívülinek vallotta magát. Ugyanekkor a legnagyobb nemzetiségi csoportokat a németek (89,2%) mellett a szerbek (2.3%), a magyarok (1,8%) és a horvátok (1,6%) alkották.
A népesség változása:

| 2016 | 1 455 |
| 2018 | 1 439 |

## Látnivalók
- az Elendi Szűz Mária-plébániatemplom
- az 1881-ben épült vasútállomás

## Fordítás
- Ez a szócikk részben vagy egészben  a   Tattendorf című német Wikipédia-szócikk ezen változatának fordításán alapul.  Az eredeti cikk szerkesztőit annak laptörténete sorolja fel. Ez a jelzés csupán a megfogalmazás eredetét és a szerzői jogokat jelzi, nem szolgál a cikkben szereplő információk forrásmegjelöléseként.